# Ломань (виконтство)

Виконтство Ломань на карте провинции Арманьяк

Виконтство Ломань (Vicomté de Lomagne) — феодальное княжество, существовавшее в юго-западной части Франции с X века по 1325 год. С XI века виконты Ломани были одновременно виконтами Овиллара.

## Список виконтов Ломани и Овиллара
- Одон Датон, упом. 993
- Арно I, упом. 1011
- ?-1059 Арно II, виконт Ломани и Овиллара, сын
- Одон II, упом. 1062 и 1082, сын
- Одон III, сын
- Везиан I, упом. 1103, сын
- Одон IV, упом. 1160 и 1178
- Везиан II, упом. 1204 и 1221
- Одон V, упом. 1238, сын
- Арно Одон, ум. 1264/1267, граф Арманьяка (1245—1256)
- 1267—1280 Везиан III, сын
- 1280—1286 Филиппа, сестра. В 1286 уступила Ломань мужу.
- 1286—1301 Эли VII, граф Перигора. В 1301 уступил Ломань французскому королю.
- 1301—1305 Филипп, будущий король Филипп V. В 1305 отказался от Ломани.
- 1305—1312 Арно Гарсия де Го, брат папы Клемента V.
- 1312—1324 Бертран де Го, сын
- 1324—1325 Режина де Го, дочь.

С 1325 года виконтами Ломани стали графы Арманьяка (Жан I д’Арманьяк наследовал умершей жене — Режине де Го).